# Haruspex daithmus
Haruspex daithmus là một loài bọ cánh cứng trong họ Cerambycidae.